# Grace (cràter lunar)
Grace és un petit cràter volcànic situat a la regió nord de la Mare Tranquillitatis, a la cara visible de la Lluna. En els seus voltants, a més del cràter d'impacte Lucian (a l'est) i el Mons Esam (al nord-nord-oest), es troba un altre petit cràter volcànic, Diana (a l'oest).

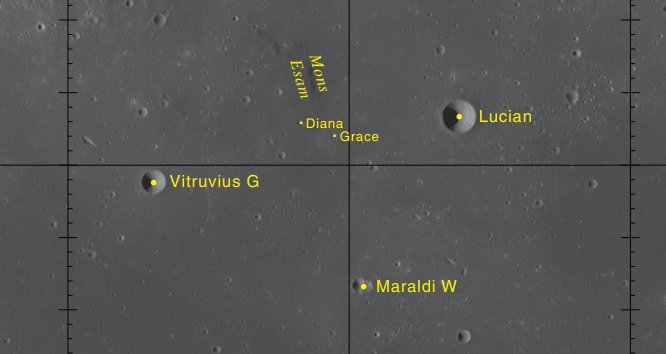
Localització de Grace (centre superior de la imatge)

El cràter està situat a la part superior d'una cúpula lunar formada per un volcà escut. Presenta una forma gairebé circular, sense mostres d'erosió evidents.